# Нортроп, Джон Хауард
Джон Хауард Но́ртроп (англ. John Howard Northrop; 5 июля 1891, Йонкерс, Нью-Йорк — 27 мая 1987, Уикеберг, Аризона) — американский биохимик. Лауреат Нобелевской премии по химии 1946 года.
Член Национальной академии наук США (1934).

## Биография
Нортроп родился в семье зоолога и преподавателя Колумбийского университета. Его мать Алиса Нортроп работала учителем ботаники в Хантер-колледж, отец умер в лаборатории во время взрыва за две недели до рождения Джона.
Окончил Колумбийский университет в 1912 году, с 1915 года доктор философии там же. В 1916—1961 годах работал в Рокфеллеровском институте медицинских исследований. Во время Второй мировой войны, он проводил исследования для армии США в области производства ацетона и этанола путём ферментации. Впоследствии эта работа привела к изучению ферментов.
В 1917 году женился на Луизе Уокер, у него было двое детей: сын Джон стал океанографом, и дочь Алиса, которая вышла замуж за лауреата Нобелевской премии Фредерика Роббинса. В 1987 году Нортроп покончил жизнь самоубийством.

## Основные работы
Основные труды по биохимии ферментов. Впервые (совместно с сотрудниками) выделил в кристаллическом виде протеолитические ферменты: пепсин (1930), трипсин (1932) и др., а также один из вирусов и дифтерийный антитоксин. Вслед за Дж. Самнером доказал белковую природу ферментов.

## Нобелевская премия
В 1946 году получил Нобелевскую премию по химии, совместно с Уэнделлом Стэнли и Джеймсом Самнером «за выделение в чистом виде ферментов и вирусных белков».